# 金繼震
金繼震（1562年—？），字長卿，號戴槐，直隸徽州府休寧縣人，民籍，明朝政治人物。

## 生平
萬曆十三年（1585年）乙酉應天鄉試七十一名，萬曆十四年（1586年）丙戌科會試一百一名，登三甲第一百十名。吏部觀政，任直隸濬縣知縣。十七年調繁浙江義烏知縣，十九年本省同考，二十年升南礼部儀制司主事，二十一年升主客司郎中，二十三年考察不及，降江西布政司照磨，二十七年升長沙府推官，二十九年升大理寺评事，三十二年擢刑部主事，三十三年五月奉命往山东恤刑。三十四年升员外郎，升郎中，三十五年大學士于慎行病逝，奉命護喪。

## 家族
曾祖父金惟陸；祖父金鵬；父金淑滋，嘉靖辛酉舉人。母蘇氏；繼母徐氏。慈侍下。